# آلازیا
آلازیا (روسی: Алазея) یک رودخانه در استان یاقوتستان کشور روسیه است.